# Spettrometria di retrodiffusione di Rutherford
La spettrometria di retrodiffusione di Rutherford (Rutherford backscattering spectrometry, RBS) anche nota come backscattering di Rutherford è una tecnica di analisi con fascio ionico dei materiali basata sull'interazione di fasci ionici con materiali. L'interazione ione-materia su cui si basa la tecnica è lo scattering elastico di ioni con i nuclei del materiale in analisi.
La tecnica permette di analizzare la struttura e la composizione dei materiali entro i primi micrometri dalla superficie. I fasci ionici che sono tipicamente utilizzati sono formati da ioni leggeri come H+ (ovvero protoni), 4He+, particelle alfa, deuterio accelerati da appositi acceleratori ad energie tipicamente in un intervallo tra qualche centinaio di keV fino a qualche MeV. 

## Descrizione

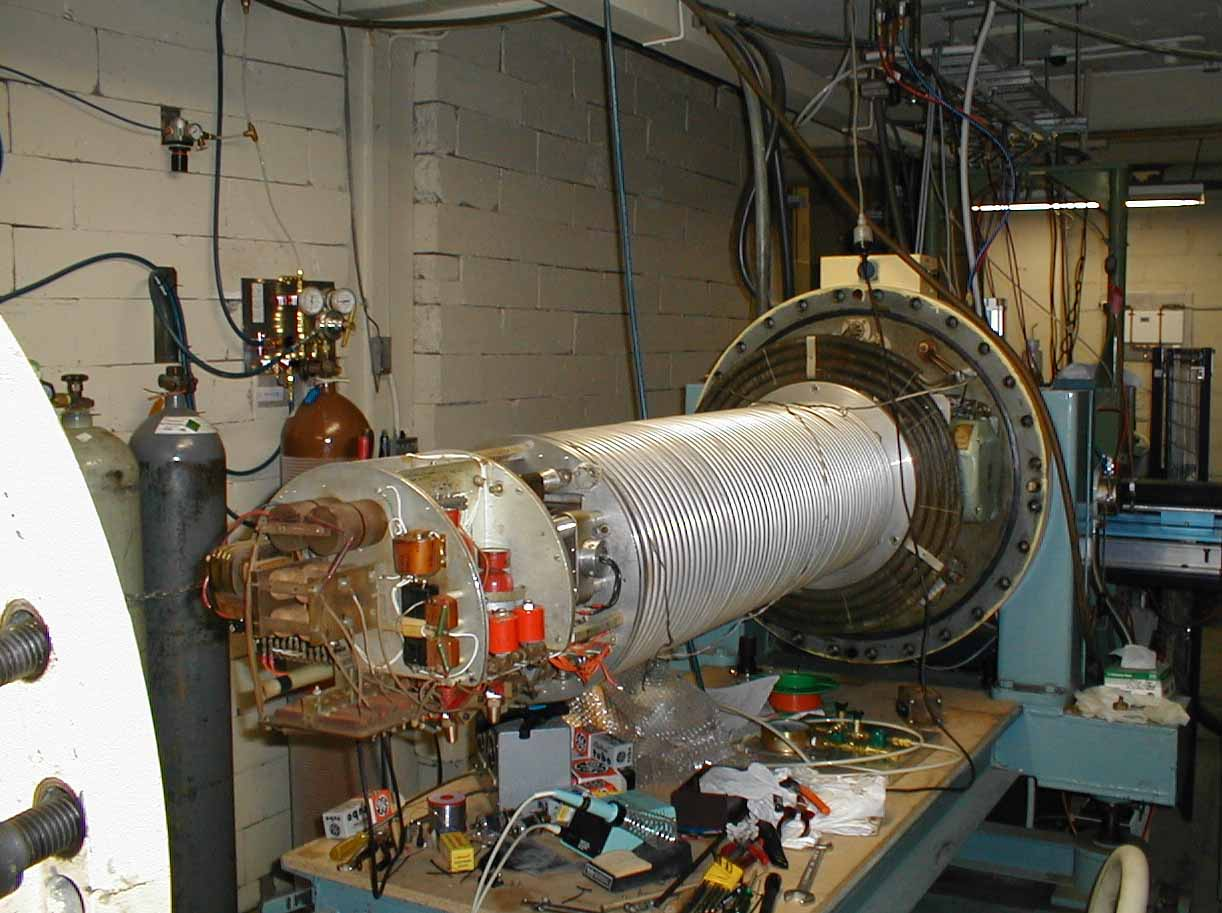
Acceleratore elettrostatico Van de Graaff aperto: è possibile vedere la colonna con i partitori di resistenza.

Il nome della tecnica denota le sue peculiari caratteristiche che la distinguono dalle altre tecniche con fasci ionici. Il nome Rutherford indica il tipo di interazione tra il fascio ionico e nuclei degli atomi del materiale analizzato che è di tipo elastico, ovvero descrivibile dalla sezione d'urto di Rutherford, ricavata dal fisico omonimo nei suoi esperimenti nell'assunzione di urti elastici tra gli ioni incidenti e i nuclei del materiale usato come bersaglio. Il termine "backscattering" (o "retroscattering") denota invece la geometria con la quale vengono rilevati gli ioni che hanno subito uno (o a rigore anche più d'uno) fenomeni di scattering con il materiale. In particolare, sono rivelati e analizzati gli ioni che usciranno dal materiale con un angolo prossimo a quello di 180° rispetto al fascio incidente, ovvero gli ioni che hanno subito un urto con un basso parametro d'impatto e che quindi hanno subito una deviazione significativa del vettore quantità di moto. La tecnica RBS può sfruttare anche fenomeni di channelling degli ioni per indagare materiali cristallini: in questi casi, la tecnica prende il nome di c-RBS ovvero channelling-Rutherford backscattering. Grazie a questa combinazione sono possibili analisi cristallografiche, di difetti di punto, di localizzazione reticolare di impurità, caratterizzazioni delle distribuzioni in profondità di difetti o lo studio della cristallografia di strati epitassiali rispetto al loro substrato. Per compiere questo tipo di misure occorre una strumentazione più complessa rispetto alle semplici misure RBS, in particolare per quanto riguarda la movimentazione e allineamento dei campioni e occorre utilizzare un fascio ionico con determinate caratteristiche che verranno spiegate nella sezione seguente.
Nel caso in cui le interazioni tra ione e nucleo non siano più elastiche, o più specificatamente, non siano più descrivibili dalla sezione d'urto di Rutherford, si parla di tecniche di analisi di reazione nucleare (abbr. NRA, da nuclear reaction analysis) e spettrometria di backscattering risonante (r-RBS). In entrambi i casi l'interazione tra gli ioni proiettili e il bersaglio sono di tipo anaelastico e comportano che lo ione incidente possieda un'energia tale da superare la barriera coulombiana di uno specifico nucleo, facendo sì che possano avvenire delle reazioni che coinvolgono il "ri-arrangiamento" dei nucleoni fra i nuclei reagenti. Stiamo pertanto assistendo ad una reazione nucleare tra lo ione incidente e il nucleo bersaglio. Le energie cinetiche degli ioni incidenti tali per cui si riesca a superare la barriera coulombiana per un determinato nucleo sono in genere maggiori di 2 MeV, anche se come regola generale a parità di ione incidente è necessaria una energia maggiore del proiettile tanto più il nucleo è massivo. Tuttavia, sono possibili reazioni nucleari anche sotto i 2 MeV che in genere coinvolgono nuclei leggeri (esempio: il Li con fasci di protoni di energia 1.6 MeV circa si trasforma in elio e rilascia particelle alfa con energie di circa 7.7 MeV. {\displaystyle ^{7}Li(p,\alpha )^{4}He} ), oppure sono possibili reazioni nucleari ad energie relativamente basse utilizzando fasci particolari come il deuterio. Nel caso di backscattering risonante, sebbene l'interazione ione nucleo non sia elastica, non vi è la modifica né dello ione, né del nucleo prima e dopo l'urto: pur essendoci una interazione di tipo anelastica e pur essendo superata la barriera coulombiana, gli ioni proiettile e il nucleo bersaglio non subiscono una variazione del loro numero atomico. Il classico esempio di spettrometria risonante è la reazione {\displaystyle ^{12}C(\alpha ,\alpha )^{12}C} ad energie attorno a 5 MeV la quale presenta una sezione d'urto diverse decine di volte superiore rispetto alla sezione di Rutherford in certi intervalli di energia.

## Strumentazione
La tecnica del retroscattering di Rutherford prevede la generazione di ioni, la loro accelerazione, la loro manipolazione (focalizzazione, selezione in massa), la loro interazione con un materiale e la rivelazione degli ioni che hanno subito scattering tramite un rivelatore. Tutti questi processi prevedono delle linee da vuoto e delle camere da vuoto dentro le quali il fascio ionico può essere manipolato, poiché l'eventuale interazione con l'aria del fascio comporterebbe la sua degradazione a seguito dell'interazione degli ioni con gli atomi dell'aria.

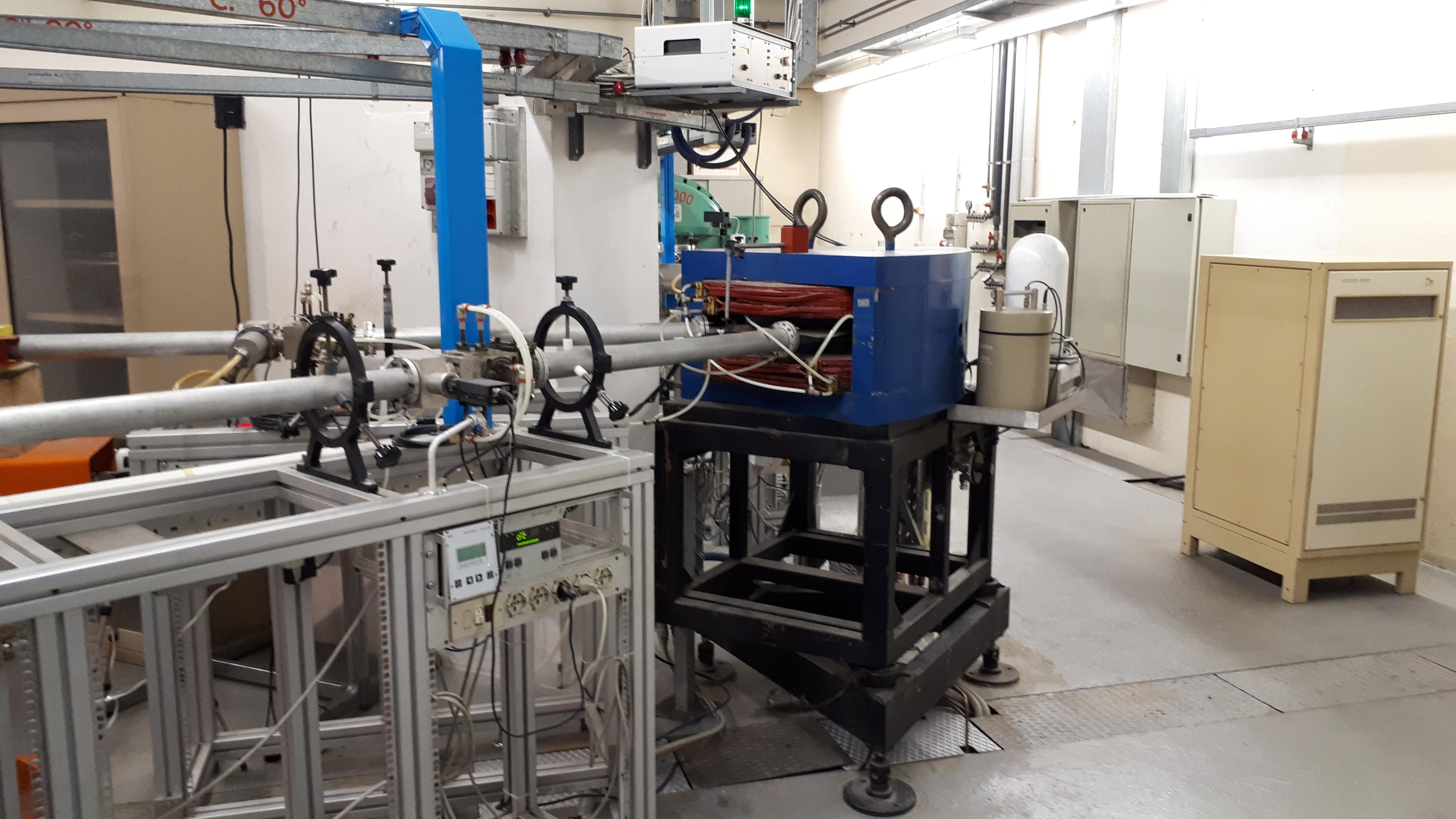
Magnete analizzatore dell'acceleratore AN2000, presso i laboratori nazionali di Legnaro dell'INFN.

La sorgente che permette di generare gli ioni è in genere formata da un tubo riempito parzialmente da un gas nel quale viene applicata una radiofrequenza per ionizzare il gas. Questo crea un plasma al suo interno e grazie all'applicazione di un potenziale (chiamato potenziale di estrazione) gli ioni vengono estratti dalla sorgente e convogliati all'ingresso del tubo dell'acceleratore. In genere i fasci utilizzati per la tecnica RBS sono fasci formati da ioni positivi. Ad esempio, per generare un fascio di particelle alfa verrà utilizzato un plasma di elio, mentre per un fascio di protoni verrà utilizzato del gas idrogeno. Nel caso si voglia utilizzare altri fasci ionici diverse soluzioni possono essere messe in atto: possono essere generati anche fasci derivanti da materiali solidi come il ferro sfruttando la sublimazione in vuoto del materiale ed una sua successiva ionizzazione.

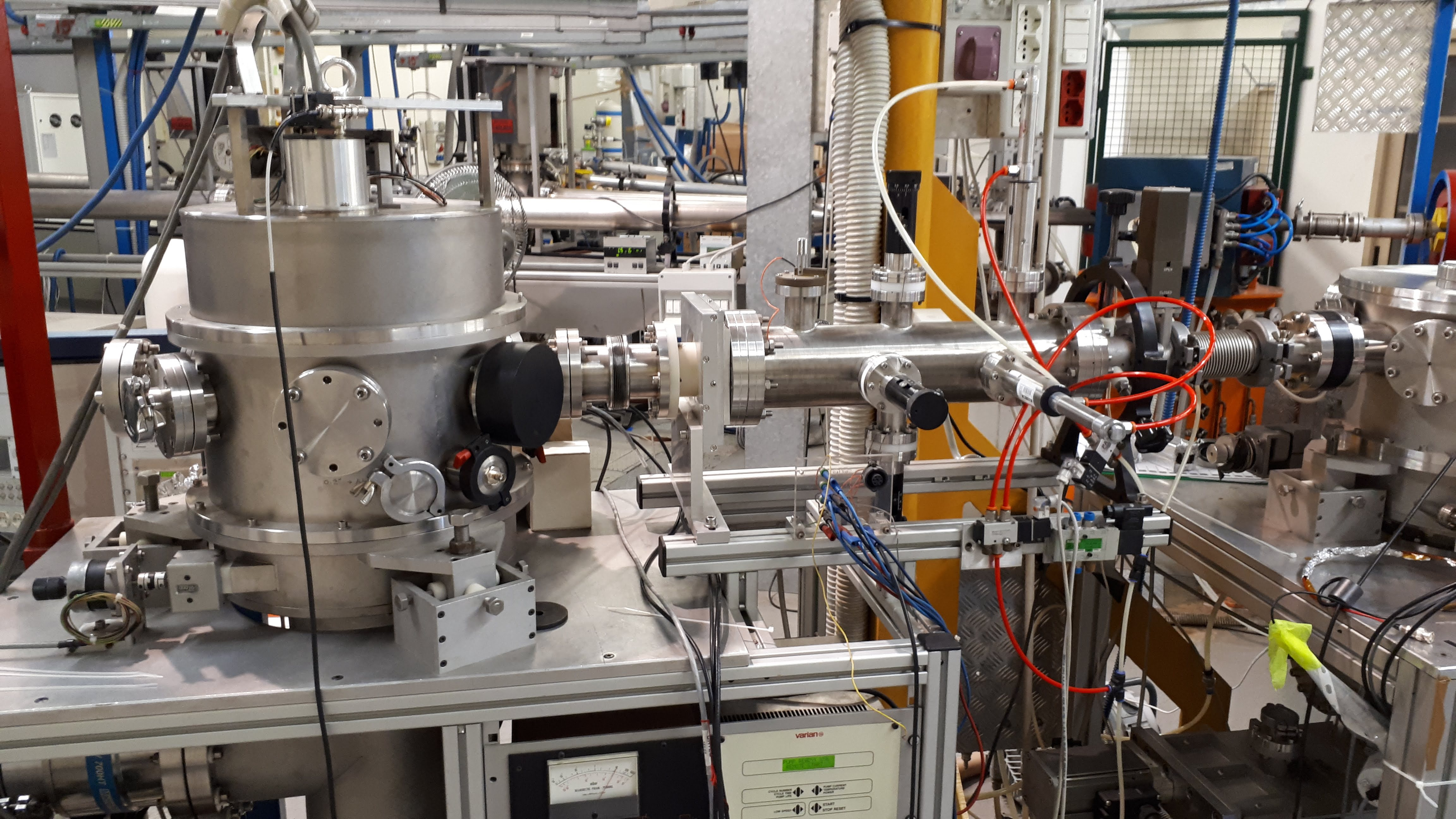
Camera da vuoto per esperimenti RBS collegata tramite tubo da vuoto all'acceleratore AN2000 presso i laboratori nazionali di Legnaro dell'INFN.

Una volta che gli ioni sono stati generati ed estratti dalla sorgente essi devono essere accelerati ad una predeterminata energia. Questo è possibile tramite l'utilizzo di un acceleratore. Dato che la tecnica in esame prevede la generazione di fasci con energie di pochi MeV, in genere sono utilizzati acceleratori elettrostatici di tipo Van de Graaff. Una volta generato il fascio esso è convogliato tramite linee da vuoto alle camere di misura e durante il suo percorso deve essere focalizzato o sfocalizzato per determinarne la forma, deve essere rimossa la sua eventuale divergenza e deve essere analizzato in massa. Per fare questo, si sfrutta l'utilizzo di diversi tipi di magneti che grazie all'applicazione di un campo magnetico possono deviare i fasci ionici (forza di Lorentz). In un acceleratore è sempre presente almeno un magnete analizzatore il quale accoppiato a delle fenditure di ingresso e di uscita permette di selezionare l'energia e/o la massa degli ioni. Ad esempio, nel caso si voglia ottenere un fascio di He, la presenza di uno o più magneti analizzatori è fondamentale non solo per determinare l'energia del fascio con la quale si vuole svolgere l'esperimento, ma anche per selezionare solo ioni singoli carichi He+o doppio carichi He++. Altri sistemi magnetici come dei quadrupoli permettono di focalizzare o sfocalizzare il fascio e convogliarlo alla camera di misura. Al fine di controllare la forma del fascio e mantenerla in asse con il sistema, si possono utilizzare dei quarzi da inserire lungo la linea di fascio e attraverso delle telecamere che li inquadrano è possibile visualizzare la forma del fascio data dalla luminescenza che si crea con l'urto degli ioni. L'operatore può così visualizzare la forma del fascio in vari punti lungo la linea e può modificare la forma e le dimensioni agendo sui magneti.
Nella camera di misura il fascio sarà fatto incidere sulla superficie del campione e un rivelatore a semiconduttore (detector) sarà posto in geometria di backscattering (angoli prossimi a 180°) in modo da rilevare gli ioni che hanno subito degli urti a basso parametro d'impatto. Il segnale generato dal detector sarà poi amplificato ed analizzato da una elettronica dedicata ed in genere verrà registrato in un computer ad essa collegato.
Il risultato finale sarà uno spettro (o più semplicemente un istogramma) nel quale verranno riportati il numero di particelle in un certo intervallo di energia che sono state rilevate dal detector durante la presa dati. Grazie ad una calibrazione in energia e alla conoscenza delle sezioni d'urto di Rutherford (calcolabili analiticamente) sarà possibile analizzare quali atomi sono presenti nella superficie del campione. Nel caso si vogliano utilizzare anche i fenomeni di channelling per analizzare materiali cristallini, è necessario che il portacampioni sia montato su un goniometro al fine di movimentare il campione in modo da poter allineare i materiali cristallini al fascio incidente.

## Principi

### L'interazione elastica ione-nucleo
La tecnica del retroscattering di Rutherford si basa sull'interazione ione-nucleo in regime elastico. Il fascio incidente è assunto energeticamente monocromatico (ogni ione appartenente al fascio ha la stessa energia) ed esso è fatto incidere su un campione solido. Gli ioni interagiscono attraverso scattering elastico e sono rilevati da un detector posto ad un certo angolo di scattering ({\displaystyle \theta }). La diminuzione di energia che lo ione incidente subisce è dovuta al trasferimento di energia che avviene tra lo ione e gli atomi e dipende dalle masse degli ioni incidenti e degli atomi bersaglio. Ogni ione incidente avrà una sua determinata massa ({\displaystyle M_{1}}) e velocità ({\displaystyle v}) che ne determineranno la sua energia cinetica ({\displaystyle E_{0}={\frac {1}{2}}M_{1}v^{2}}). L'atomo bersaglio avente massa {\displaystyle M_{2}} sarà a riposo e quindi la sua energia cinetica sarà considerata nulla inizialmente. A seguito dell'urto, atomo e ione avranno modificato le loro velocità ({\displaystyle v_{1},v_{2}}) e la loro energia ({\displaystyle E_{1},E_{2}}) e l'angolo di scattering dello ione incidente sarà chiamato {\displaystyle \theta } (angolo tra la direzione dello ione incidente e la direzione del vettore velocità dello ione dopo l'urto), mentre l'angolo di recoil (angolo di rinculo) sarà {\displaystyle \phi } (angolo tra la direzione del fascio incidente e la direzione del vettore velocità dell'atomo bersaglio dopo l'urto).
È possibile pertanto scrivere per le seguenti equazioni di conservazione dell'energia e della quantità di moto parallelo e perpendicolare alla direzione del proiettile incidente come segue:
{\displaystyle {\frac {1}{2}}M_{1}v^{2}={\frac {1}{2}}M_{1}v_{1}^{2}+{\frac {1}{2}}M_{2}v_{2}^{2}}            (1.1)
{\displaystyle M_{1}v=M_{1}v_{1}\cos(\theta )+M_{2}v_{2}\cos(\phi )}  (1.2)
{\displaystyle 0=M_{1}v_{1}\sin(\theta )-M_{2}v_{2}\sin(\phi )}        (1.3)
Eliminando {\displaystyle \phi } prima e poi {\displaystyle v_{2}}, si può ricavare il rapporto delle velocità {\displaystyle v_{1}/v}, ovvero il rapporto tra la velocità iniziale dello ione e quella dopo l'urto.
{\displaystyle {\frac {v_{1}}{v}}={\frac {\pm {\sqrt {M_{2}^{2}-M_{1}^{2}\sin(\theta )^{2}}}+M_{1}\cos(\theta )}{M_{2}+M_{1}}}}  (1.4)
Il rapporto tra le energie del proiettile prima e dopo l'urto {\displaystyle E_{1}/E_{0}} (considerando {\displaystyle M_{1}<M_{2}}) è dato da:
{\displaystyle {\frac {E_{1}}{E_{0}}}=\left({\frac {{\sqrt {M_{2}^{2}-M_{1}^{2}\sin(\theta )^{2}}}+M_{1}\cos(\theta )}{M_{2}+M_{1}}}\right)^{2}}  (1.5)
Il rapporto tra le energie, chiamato anche fattore cinematico, mostra che le energie dei proiettili dopo l'urto dipendono solo dalle masse degli ioni proiettili e degli atomi bersaglio e dall'angolo di scattering {\displaystyle \theta }.
{\displaystyle E_{1}=K(M_{1},M_{2},\theta )E_{0}}      (1.6)
Tabulazioni del fattore {\displaystyle K=E_{1}/E_{0}} a vari angoli di scattering sono disponibili in vari libri, ma sono oggigiorno facilmente calcolabili analiticamente.
Andando ora a considerare il segnale rilevato dal detector e quindi allo spettro RBS che si vuole registrare possiamo scrivere che:
{\displaystyle Y=Q_{D}=\sigma (\theta )\cdot \Omega \cdot Q\cdot N_{s}=\sigma (\theta )\cdot \Omega \cdot Q\cdot \rho \cdot t}    (1.7)
ovvero il numero di particelle incidenti rilevate dal detector {\displaystyle Q_{D}} dopo un tempo di integrazione (con efficienza 100%) sarà pari alla sezione d'urto che descrive l'evento {\displaystyle \sigma (\theta )}, per l'angolo solido dato dalla geometria dell'esperimento {\displaystyle \Omega }, dalla carica Q di ioni incidenti nel campione (misurabile dall'integrazione della corrente delle particelle incidenti al target durante la misura) e dalla dose di atomi presenti nel target {\displaystyle N_{s}} (espressi in {\displaystyle {\frac {atomi}{cm^{2}}}}). La dose di atomi può essere intesa anche come la densità di un materiale ({\displaystyle {\frac {atomi}{cm^{3}}}}) moltiplicata un certo spessore t (cm).
La sezione d'urto in un esperimento RBS è la sezione d'urto di Rutherford, ricavata nella pagina dedicata all'esperimento di Rutherford, e verificata per la prima volta dall'esperimento di Geiger e Marsden nel 1911 - 1913.
{\displaystyle \sigma (\theta )=-{\frac {b}{\sin(\theta )}}{\frac {db}{d\theta }}=\left({\frac {Z_{1}Z_{2}e^{2}}{8\pi \epsilon _{0}E}}\right)^{2}{\frac {1}{sin^{4}({\frac {\theta }{2}})}}}    (1.8)
La precedente formula descrive la sezione d'urto di Rutherford in funzione dell'angolo di scattering {\displaystyle \theta } e denota come vi sia una dipendenza con il numero atomico {\displaystyle Z_{1}} {\displaystyle Z_{2}} dello ione incidente e dell'atomo bersaglio.

### Fenomeni di perdita di energia degli ioni: interazioni ione-elettroni
La descrizione fin qui proposta ha descritto l'interazione tra uno ione incidente e un nucleo del materiale bersaglio. Questa trattazione deve però essere estesa considerando anche le interazioni degli ioni proiettile con la nuvola elettronica del materiale bersaglio. Questo tipo di interazione provoca principalmente una perdita di energia dello ione incidente, facendo sì che la derivazione fin qui considerata sia applicabile senza alcuna modifica solo agli atomi di superficie del bersaglio (approssimazione di superficie). Per atomi in profondità (che chiameremo {\displaystyle z}), occorre modificare l'energia dello ione incidente {\displaystyle E_{0}}, considerando che nel suo percorso dalla superficie del materiale fino al nucleo con cui avviene lo scattering vi è stata una interazione con gli elettroni del materiale che hanno fatto sì che l'energia iniziale del fascio {\displaystyle E_{0}} sia diminuita fino ad un valore {\displaystyle E_{1}(z)}. Occorrerà poi considerare anche che a seguito dello scattering lo ione avrà un'energia {\displaystyle KE_{1}(z)} e in seguito percorrerà un percorso di uscita dal materiale prima di essere rilevato dal detector, interagendo ancora con la nuvola elettronica del materiale e quindi subendo anche nel percorso di uscita una perdita di energia. Al detector pertanto lo ione arriverà con una energia {\displaystyle E_{2}(z)}. 
È utile procedere ad un'analisi accurata del fenomeno poiché se la capacità di individuare le specie atomiche presenti in un materiale è data dalla natura dell'interazione tra ione e nucleo, la risoluzione in profondità della tecnica RBS è invece data dai fenomeni di perdita di energia degli ioni nei percorsi di entrata e uscita dal materiale.
Esprimendo matematicamente queste considerazioni, avremo che l'energia dello ione prima dell'urto {\displaystyle E_{1}(z)} sarà:
{\displaystyle E_{1}(z)=E_{0}-\int _{0}^{z}{\frac {dE}{dx}}dx}
L'energia dello ione rivelata dal rivelatore {\displaystyle E_{2}(z)} sarà pari a:
{\displaystyle E_{2}(z)=KE_{1}(z)-\int _{0}^{z/cos\theta }{\frac {dE}{dx}}dx}
ovvero l'energia dopo l'urto con un nucleo meno la perdita di energia nel percorso d'uscita, definita dall'angolo di scattering {\displaystyle \theta }.
Considerando che perdita di energia in genere è espressa come {\displaystyle {\frac {dE}{dx}}\equiv \epsilon (E)}, ed esprimendo i due precedenti integrali come integrali in energia, si possono scrivere:
{\displaystyle z=\int _{E_{0}}^{E_{1}(z)}\epsilon ^{-1}(E)dE}     e      {\displaystyle {\frac {z}{\cos(\theta )}}=\int _{kE_{1}(z)}^{E_{2}(z)}\epsilon ^{-1}(E)dE}
Uguagliando le due equazioni si ottiene:
{\displaystyle \int _{E_{0}}^{E_{1}(z)}\epsilon ^{-1}(E)dE=\cos(\theta )\int _{kE_{1}(z)}^{E_{2}(z)}\epsilon ^{-1}(E)dE}
e definendo {\displaystyle {\frac {dE_{1}(z)}{dz}}=\epsilon [E_{1}(z)]} possiamo ottenere l'equazione:
{\displaystyle {\frac {dE_{2}(z)}{dz}}=\epsilon [E_{2}(z)]\left[{\frac {1}{cos(\theta )}}+{\frac {K~\epsilon [E_{1}(z)]}{\epsilon [KE_{1}(z)]}}\right]}
Queste equazioni sono alla base dei software di simulazione RBS che, grazie alle tabulazioni delle perdita di energia per un determinato ione in un materiale, possono permettere di simulare degli spettri RBS tenendo conto della perdita di energia degli ioni nel materiale bersaglio e quindi potendo stimare non solo la dose di una specie, ma anche la sua distribuzione in profondità.
È utile ricordare che le tabulazione sono ricavate in genere per materiali monoatomici o in alcuni casi esistono tabulazioni per i materiali compositi più comuni. In generale, se non è presente una tabulazione per un dato materiale, è possibile stimare la perdita di energia di un materiale composto usando la regola di Bragg.
Considerando un composto biatomico generico {\displaystyle A_{x}B_{y}}, la perdita di energia secondo la regola di Bragg è stimabile come:
{\displaystyle \epsilon (A_{x}B_{y})=x\epsilon (A)+y\epsilon (B)\left[{\frac {eV}{mol/cm^{2}}}\right]}
È utile ricordare che le perdite di energia così ricavate sono da considerarsi delle stime, e possono dare luogo ad errori non del tutto trascurabili per alcuni composti. 

## Informazioni fisiche
Le misure RBS permettono in primo luogo di determinare la massa degli elementi presenti in un campione, entro lo spazio sondato dalla tecnica. La massima profondità sondabile è determinata non tanto dalla penetrazione del fascio incidente, quanto dalla massima profondità da cui uno ione riesce ad emergere dalla superficie del campione dopo aver subito un fenomeno di scattering. Pertanto la massima profondità sondabile è determinata dalla perdita di energia a cui uno ione è sottoposto e questa dipende principalmente dal tipo di materiale analizzato e dall'energia e tipo di ione utilizzato.
La seconda informazione che si può ricavare è la quantità di una certa specie atomica presente in un campione nello spessore sondato. La quantità di ogni specie presente può essere ricavata dall'equazione (1.7) che descrive la natura del segnale rilevato, al netto che non vi siano effetti di channelling nella misura. Nel caso specifico di campioni cristallini è fondamentale assicurarsi che non vi siano fenomeni di channelling in atto o che essi siano mediati con delle tecniche di rotazione e tilt del campione. Per poter eseguire una quantificazione occorre calibrare l'angolo solido dato dalla geometria dell'esperimento, conoscere la carica totale degli ioni incidenti nel campione e calcolare la sezione d'urto: noti questi, l'area di un picco più essere facilmente ricondotta alla dose totale (espressa in atomi / cm^2) di una specie atomica presente nel campione sondato, come riportato nell'equazione (1.7). Tramite simulazioni di spettri RBS che tengano conto delle perdite di energia del fascio nei vari materiali, ed in assenza di effetti di channelling, è anche possibile accedere alla distribuzione in profondità delle specie.
Lo spessore dei layer è una informazione alla quale si può accedere sapendo il potere frenante del materiale e quindi valutando la distribuzione in energia di un picco. Nei casi più comuni, lo spessore dei layer è ottenuto tramite simulazione dello spettro, conoscendo la perdita di energia dello ione nel dato materiale. 
Informazioni sulla cristallinità dei materiali e sulla loro struttura cristallografica possono essere studiati sfruttando il fenomeno di channelling degli ioni del fascio in materiali cristallini. L'accesso a queste informazioni prevede che il campione sia montato in un goniometro dedicato, in modo che la superficie del campione possa essere allineata finemente al fascio. Movimentazioni del decimo di grado sono in genere necessarie per poter accedere ad informazioni strutturali. Grazie a misure c-RBS sono possibili studi di cristallinità, caratterizzazione di difetti di punto, localizzazione reticolare di impurezze, valutazione della cristallinità di layer epitassiali rispetto al substrato e altre informazioni.